# Tarachidia inornata
Tarachidia inornata là một loài bướm đêm trong họ Noctuidae.